# Quimerisme

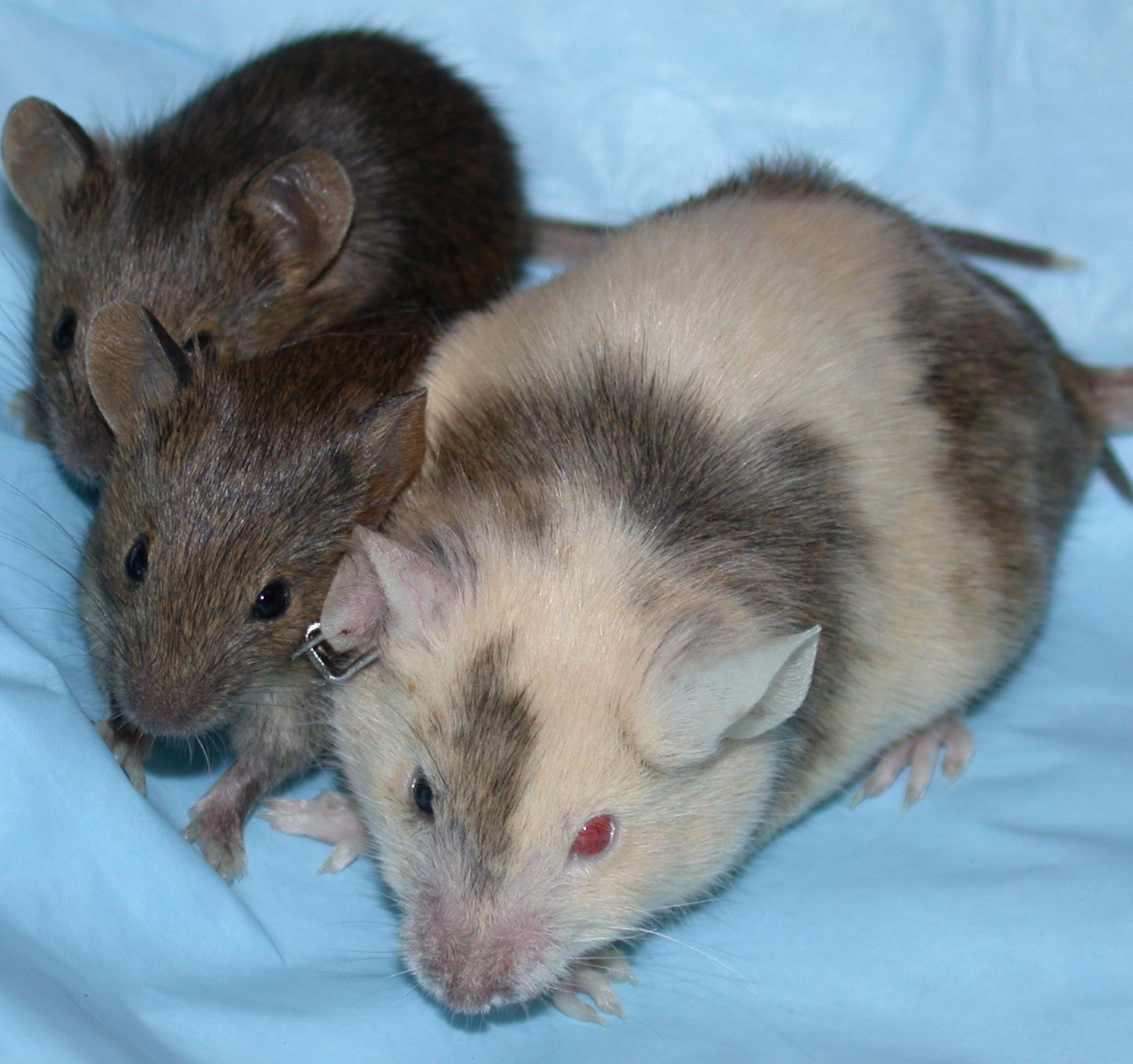
Un ratolí quimèric amb la seva descendència

El quimerisme és un trastorn genètic la teoria del qual postula que dos zigots, després de la fecundació, es combinen formant-ne un de sol que es desenvolupa de manera normal. L'ésser viu resultant posseeix aleshores dos tipus de cèl·lules diferents, cadascuna amb una constitució genètica distinta. En la majoria dels casos documentats, les cèl·lules de diferents òrgans o zones del cos tenen ADN diferent, com si fossin dues persones en una sola.
Una variant d’aquesta malaltia genètica és el microquimerisme, en el qual els nivells de quimerisme són baixos. En aquest cas, hi ha cèl·lules amb una dotació de gens pròpia de l’individu i altres amb un perfil d’ADN que només és similar en un 50%, com en el cas d’un germà; aquestes cèl·lules pertanyerien als bessons bivitel·lins dels animals.
Corinna Ross, investigadora de la Universitat de Nebraska, va descobrir que, en les primeres etapes del desenvolupament fetal, els bessons titís comparteixen el subministrament sanguini i les placentes fusionades, fet que permet un flux abundant de cèl·lules fetals entre els membres de la ventrada. Entendre com els micos titís mantenen la tolerància immunitària a tantes cèl·lules estranyes al llarg de la vida ajudaria els investigadors que intenten evitar el rebuig humà d’òrgans trasplantats o de trasplantaments de medul·la.
Segons un programa especial emès per Discovery Channel l’any 2008, aquesta condició és causada per dos òvuls que han estat fertilitzats durant l’acte sexual i que, abans de tres setmanes, s’uneixen i creen un ésser amb doble material genètic. En alguns casos, aquests zigots fusionats poden donar lloc a individus de sexes diferents, de manera que l’ésser resultant pot ser un pseudohermafrodita, amb cèl·lules del seu cos amb genotip corresponent als dos sexes. També poden existir casos en què el color de la pell no estigui definit i presenti taques al cos. Així, les persones quimèriques podrien haver estat originalment dos bessons dicigòtics o bessons.
Un dels aspectes més sorprenents és el canvi de trets que pot ocórrer després d’un traumatisme: les cèl·lules es regeneren amb els trets genètics de l’altre genoma.

## Identificació de la quimera
El quimerisme no artificial ha estat tradicionalment considerat rar a causa del baix nombre de casos reportats a la literatura mèdica. No obstant això, això podria deure’s al fet que les persones sovint no són conscients d’aquesta condició. Normalment, el quimerisme no presenta signes ni símptomes evidents, excepte en alguns casos amb manifestacions físiques com la hiperpigmentació, la hipopigmentació, les línies de Blaschko, l’asimetria corporal o l’heterocromia de l’iris (tenir els ulls de colors diferents).
Tanmateix, aquests signes no són necessàriament indicatius de quimerisme i només s’han de considerar com possibles símptomes. En la majoria dels casos, el quimerisme es descobreix de manera accidental durant una investigació forense o com a resultat inesperat en una prova de paternitat o maternitat. Un simple test d’ADN, que normalment consisteix en un frotis ràpid de la galta o una anàlisi de sang, pot revelar la presència d’un segon genoma desconegut, identificant així la persona com una quimera.

## Exemples

### Quimerisme natural
El quimerisme natural s'ha documentat en humans en diverses ocasions.
- L'esprintadora neerlandesa Foekje Dillema va ser expulsada de l'equip nacional el 1950 després de negar-se a fer una prova de sexe obligatòria el juliol d'aquell any; investigacions posteriors van revelar la presència d'un cromosoma Y en les seves cèl·lules, i l'anàlisi va demostrar que probablement era una dona mosaic 46,XX/46,XY.[10]
- L'any 1953, es va documentar un cas de quimerisme humà a la British Medical Journal. Es va descobrir que una dona tenia sang amb dos grups sanguinis diferents. Això semblava ser el resultat de la presència de cèl·lules del seu germà bessó al seu cos.[11] Un estudi de 1996 va determinar que aquest tipus de quimerisme sanguini no és rar.[12]
- El 2002, un article a la revista The New England Journal of Medicine va descriure el cas d'una dona, posteriorment identificada com a Karen Keegan, en qui es va identificar inesperadament un quimerisme tetragamètic mentre es preparava per a un trasplantament de ronyó. Les proves d'histocompatibilitat van suggerir que no era la mare biològica de dos dels seus tres fills.[13][14]
- També el 2002, a Lydia Fairchild li va ser denegada l'assistència pública a l'estat de Washington quan les proves d'ADN van indicar que no era la mare biològica dels seus fills. Un advocat de la fiscalia va conèixer el cas de Karen Keegan i va suggerir la possibilitat de quimerisme a la defensa, que finalment va poder demostrar que Fairchild tenia dues línies d'ADN diferents i que una d'elles havia donat lloc als seus fills.[15]
- L'any 2009, a la cantant Taylor Muhl li van diagnosticar quimerisme com a causa d'una gran marca de naixement al seu tors.[16]

### Quimerisme no intencional relacionat amb tractaments
S'han reportat diversos casos de fenòmens quimèrics en receptors de medul·la òssia.
- L'any 2019, la sang i el líquid seminal d'un home de Reno, Nevada (que s'havia sotmès a una vasectomia) només contenien el material genètic del seu donant de medul·la òssia. Mostres recollides dels seus llavis, galtes i llengua mostraven una combinació de l'ADN propi i el del donant.[17]
- En un cas d'agressió de 2004, l'ADN del semen trobat coincidí amb el d'un home que estava a la presó en el moment de l'assalt. Més tard es va descobrir que havia estat donant de medul·la òssia per al seu germà, qui finalment va ser identificat com a l'autor del crim.[17][18][19]
- L'any 2008, un home va morir en un accident de trànsit a Seül, Corea del Sud. L'anàlisi d'ADN per identificar-lo va revelar que la seva sang i alguns òrgans indicaven que era dona. Més tard es va determinar que havia rebut un trasplantament de medul·la òssia de la seva filla.[17]
- Un altre cas de quimerisme humà relacionat amb tractaments es va publicar el 1998, on un home tenia alguns òrgans parcialment desenvolupats de sexe femení a causa del quimerisme. Havia estat concebut per fecundació in vitro.[20]

## El quimerisme i els processos legals
Com que qui pateix aquest problema té dos materials genètics diferents, és probable que en algunes parts del cos en domini un i en altres un altre. En el programa esmentat anteriorment, es menciona el cas de dues dones amb quimerisme que tenen problemes legals, ja que, segons l’ADN extret de la seva sang, no són les mares dels seus fills. Aquest és un problema al qual s’enfronta la llei actual, ja que la prova d’ADN ha estat fins ara una font fiable d’informació genètica des de tots els punts de vista.
En un altre cas, una dona que pateix quimerisme i que es trobava en una disputa legal per la custòdia dels seus fills va haver de sotmetre’s a una prova d’ADN per sol·licitud de la Seguretat Social del Regne Unit per determinar si era la mare biològica dels nens. El resultat va ser negatiu. Com a conseqüència, es va enfrontar a un procés legal que la va portar a la presó, acusada de segrestar els menors i lucrar-se amb ells. Quan es va descobrir que patia quimerisme i que els seus fills tenien l’ADN de la seva "tieta" (la seva germana quimèrica), el jutge va dictaminar en contra seva.
No se sap quants casos de quimerisme poden existir, ja que per detectar-los caldria fer exàmens d’ADN més exhaustius, prenent mostres de diverses parts del cos (estudiant quantes i quines) per comprovar si una persona té dos ADN diferents. Això pot tenir implicacions importants en processos legals sobre paternitat en judicis de família, així com en l’anàlisi de proves en casos de violació o assassinat, ja que les mostres de sang podrien no ser suficients i podrien donar resultats incorrectes.

## Ètica i legislació
Els Estats Units i l'Europa Occidental tenen codis d'ètica i regulacions estrictes que prohibeixen expressament determinats tipus d'experimentació amb cèl·lules humanes, tot i que hi ha grans diferències en els marcs reguladors entre aquestes regions.
Amb la creació de quimeres humanes sorgeix una qüestió fonamental: on traça la societat la línia de la humanitat? Aquesta pregunta genera greus dilemes legals i morals, així com controvèrsies. Per exemple, els ximpanzés no tenen cap reconeixement legal i es poden sacrificar si representen una amenaça per als humans. Si un ximpanzé fos alterat genèticament per assemblar-se més a un humà, es podria difuminar la línia ètica entre animal i humà. Un debat legal seria el pas següent per determinar si certes quimeres haurien de tenir drets legals.
A més dels problemes relacionats amb els drets de les quimeres, algunes persones han expressat preocupació sobre si la creació de quimeres humanes podria disminuir la "dignitat" de la condició humana.

### Legislació

#### Llei de Prohibició de Quimeres Humanes
L'11 de juliol de 2005, el senador Samuel Brownback va introduir al Congrés dels Estats Units un projecte de llei conegut com a The Human Chimera Prohibition Act. No obstant això, la proposta no va prosperar i va ser arxivada l'any següent. El projecte es basava en la constatació que els avenços científics permetien fusionar espècies humanes i no humanes per crear noves formes de vida. Aquest fet plantejava qüestions ètiques, ja que la línia entre humans i altres animals es difuminava, i segons la llei, això podria suposar una falta de respecte per la dignitat humana. A més, la llei argumentava que l'augment de malalties zoonòtiques podria facilitar el pas d'aquestes infeccions als humans a través de la creació de quimeres humà-animal.
El 22 d'agost de 2016, el congressista Christopher H. Smith va presentar un altre projecte de llei, The Human-Animal Chimera Prohibition Act of 2016, a la Cambra de Representants dels Estats Units. Aquesta llei definia una quimera humà-animal com:
- un embrió humà al qual s'haguessin introduït cèl·lules no humanes fins al punt de generar dubtes sobre la seva pertinença a l'espècie Homo sapiens;
- un embrió quimèric produït per la fecundació d’un òvul no humà amb esperma humà;
- un embrió generat per la introducció d'un nucli no humà en un òvul humà;
- un embrió generat per la introducció d'un nucli humà en un òvul no humà;
- un embrió que contingués almenys un joc haploide de cromosomes tant d'una forma de vida humana com d'una no humana;
- una forma de vida no humana modificada genèticament perquè els seus gàmetes es desenvolupessin dins del seu cos;
- una forma de vida no humana modificada perquè desenvolupés un cervell humà o un cervell derivat predominantment de teixit neuronal humà.
El projecte de llei pretenia prohibir la creació de quimeres humà-animal, la transferència d’embrions humans a úters no humans i viceversa, així com el transport o la recepció d’una quimera animal per a qualsevol propòsit. Les sancions previstes incloïen multes i/o penes de presó de fins a deu anys. La proposta va ser enviada l'11 d’octubre de 2016 a la Subcomissió de Delinqüència, Terrorisme, Seguretat Nacional i Investigacions, però no va avançar més en el procés legislatiu i va ser arxivada.
Patents
Als Estats Units, la creació d’entitats quimèriques inicialment semblava legal quan el tema es va començar a debatre. El biòleg del desenvolupament Stuart Newman, professor al New York Medical College de Valhalla (Nova York), va sol·licitar una patent per a una quimera humà-animal el 1997. Ho va fer amb l'objectiu de desafiar l'Oficina de Patents i Marques dels Estats Units i el Congrés dels Estats Units, motivat per la seva oposició moral i científica a la idea que els éssers vius poguessin ser patentats.
La legislació vigent permetia patentar entitats modificades genèticament, fins i tot si es basaven en éssers vius existents a la natura. Després d’un procés de set anys, la seva sol·licitud de patent va ser finalment rebutjada de manera definitiva. Tot i la denegació, el procés legal va generar un rastre documental d'arguments, que Newman va considerar com una victòria moral. The Washington Post va publicar un article sobre la controvèrsia, afirmant que el cas plantejava "qüestions profundes sobre les diferències —i similituds— entre humans i altres animals, així com sobre els límits de considerar els animals com a propietat".

## A la cultura popular
- Apareix en un episodi de Dr. House titulat "Caín i Abel".[28]
- També es menciona en un episodi de CSI: Las Vegas, titulat "Línies de Sang" (Temporada 4, episodi 23).
- En el manga Fullmetal Alchemist, apareixen quimeres humanes creades mitjançant alquímia dins el món fictici de la sèrie.
- En la pel·lícula d’anime KonoSuba!: Legend of Crimson, el personatge de Sylvia és una quimera.
- Shōto Todoroki, del manga/anime My Hero Academia, presenta trets de quimerisme, ja que té els cabells blancs d’un costat i vermells de l’altre.
- Eve, del joc No Straight Roads, té quimerisme i en alguns moments expressa aversió per una part del seu cos.